# Christian Sørum
Christian Sandlie Sørum (Rælingen, 3 dicembre 1995) è un giocatore di beach volley norvegese, vincitore della medaglia d'oro ai Giochi olimpici estivi di Tokyo 2020.

## Palmarès
- Giochi olimpici

Tokyo 2020: oro;
- Mondiali

Amburgo 2019: bronzo
Roma 2022: oro
- Europei

Paesi Bassi 2018: oro
Mosca 2019: oro
Jurmala 2020: oro
Vienna 2021: oro
Monaco di Baviera: bronzo